# Swiss Open Gstaad 2002
Lo Swiss Open Gstaad 2002 è stato un torneo di tennis giocato sulla terra rossa. È stata la 88ª edizione dello Swiss Open Gstaad, che fa parte della categoria International Series nell'ambito dell'ATP Tour 2002. Si è giocato al Roy Emerson Arena di Gstaad in Svizzera, dall'8 al 14 luglio 2002.

## Campioni

### Singolare
Àlex Corretja ha battuto in finale  Gastón Gaudio con il punteggio di 6–3, 7–6(3), 7–6(3)

### Doppio
Joshua Eagle /  David Rikl hanno battuto in finale  Massimo Bertolini /  Cristian Brandi con il punteggio di 7–6(5) 6–4